# Taygete (měsíc)
Taygete (tay-ij'-ə-tee, IPA: /teiɪdʒəti/; řecky Ταϋγέτη) nebo též Jupiter XX, je retrográdní nepravidelný přirozený satelit Jupiteru. Byl objeven v roce 2000 skupinou astronomů z Havajské univerzity vedených Scottem S. Sheppardem a dostal prozatímní označení S/2000 J 9, platné do října 2002, kdy byl definitivně pojmenován.
Taygete má v průměru asi ~5 km, jeho průměrná vzdálenost od Jupitera činí 22,439 Gm, oběhne jej každých 686,6 dnů, s inklinací 165° k ekliptice (163° k Jupiterovu rovníku) a excentricitou 0,3678. Taygete patří do rodiny Carme.